# Aeroportul Ranong
Aeroportul Ranong (în thailandeză ท่าอากาศยานระนอง) (IATA: UNN, ICAO: VTSR) este un aeroport din Ratchakrut⁠(d), Districtul Mueang Ranong, Provincia Ranong, Thailanda ce deservește zona Districtul Mueang Ranong. Aeroportul a fost tranzitat în 2020 de 107.034 de pasageri.
Situat la o altitudine de 17 m, aeroportul dispune de o singură pistă.